# Virtus Pallacanestro Bologna 1983-1984
Questa voce raccoglie le informazioni riguardanti la Virtus Pallacanestro Bologna nelle competizioni ufficiali della stagione 1983-1984.

## Stagione
Dopo aver concluso al 2º posto della classifica la regular season del campionato di Serie A1, dietro all'Olimpia Milano, ai play-off la Granarolo Felsinea di Alberto Bucci supera nella serie finale proprio la Simac Milano di Dan Peterson (2-1) laureandosi per la 10ª volta campione d'Italia. Il quintetto virtussino chiude la stagione con un double facendo sua anche la Coppa Italia – competizione tornata in auge nel 1984 dopo un decennio di pausa –, superando in finale la Juvecaserta di Bogdan Tanjević e mettendo in bacheca la sua 2ª coppa nazionale.

## Roster
| Granarolo Felsinea Bologna 1983-84 | Granarolo Felsinea Bologna 1983-84 |
| Giocatori                          | Staff tecnico                      |
| ---------------------------------- | ---------------------------------- |

| N. | Naz.                   | Ruolo | Nome                | Anno | Alt.   | Peso |  |
| -- | ---------------------- | ----- | ------------------- | ---- | ------ | ---- |  |
| 4  | Italia (bandiera)      | P     | Roberto Brunamonti  | 1959 | 192 cm |      |  |
| 5  | Italia (bandiera)      | G     | Domenico Fantin     | 1961 | 196 cm |      |  |
| 6  | Italia (bandiera)      | P     | Piero Valenti       | 1956 | 183 cm |      |  |
| 8  | Italia (bandiera)      | G     | Matteo Lanza        | 1964 | 194 cm |      |  |
| 9  | Stati Uniti (bandiera) | GA    | Jan van Breda Kolff | 1951 | 200 cm |      |  |
| 10 | Italia (bandiera)      | A     | Renato Villalta (c) | 1955 | 204 cm |      |  |
| 11 | Italia (bandiera)      | C     | Augusto Binelli     | 1964 | 211 cm |      |  |
| 12 | Stati Uniti (bandiera) | C     | Elvis Rolle         | 1958 | 205 cm |      |  |
| 14 | Italia (bandiera)      | C     | Alessandro Daniele  | 1963 | 206 cm |      |  |
| 15 | Italia (bandiera)      | A     | Marco Bonamico      | 1957 | 200 cm |      |  |
| 13 | Italia (bandiera)      |       | Gianluca Trisciani  | 1961 |        |      |  |

| Allenatore                            |
| Alberto Bucci                         |
| Assistente/i                          |
| Ettore Messina Legenda - (C) Capitano |